# Växjö domkyrkokör
Växjö domkyrkokör är en kyrkokör knuten till Växjö stads- och domkyrkoförsamling.

## Historik
Växjö domkyrkokör bildades 1908 av kantorn Oscar Bunth, med biträdde av musikläraren Sigrid Christerson. Kören leddes senare av domkyrkoorganisten Gotthard Arnér.

## Dirigenter
- 1908–1900: Oscar Bunth
- Gotthard Arnér
- 1974–1975: Knut Sitell